# Faisan argenté
 (octobre 2020).
Si vous disposez d'ouvrages ou d'articles de référence ou si vous connaissez des sites web de qualité traitant du thème abordé ici, merci de compléter l'article en donnant les références utiles à sa vérifiabilité et en les liant à la section « Notes et références ».
Lophura nycthemera
Espèce
Statut de conservation UICN

 LC  : Préoccupation mineure
Le Faisan argenté (Lophura nycthemera) est une espèce d'oiseaux de la famille des Phasianidae Il existe 15 sous-espèces réparties dans tout le sud-est asiatique.

## Description
Cet oiseau mesure de 70 à 125 cm et pèse de 1 à 2 kg.
Il peut vivre jusqu'à 10 ans.
Le mâle a une tête rouge et un plumage blanc, gris et noir dès 2 ans.

La femelle, légèrement plus petite que le mâle, a une tête rouge et un plumage marron.

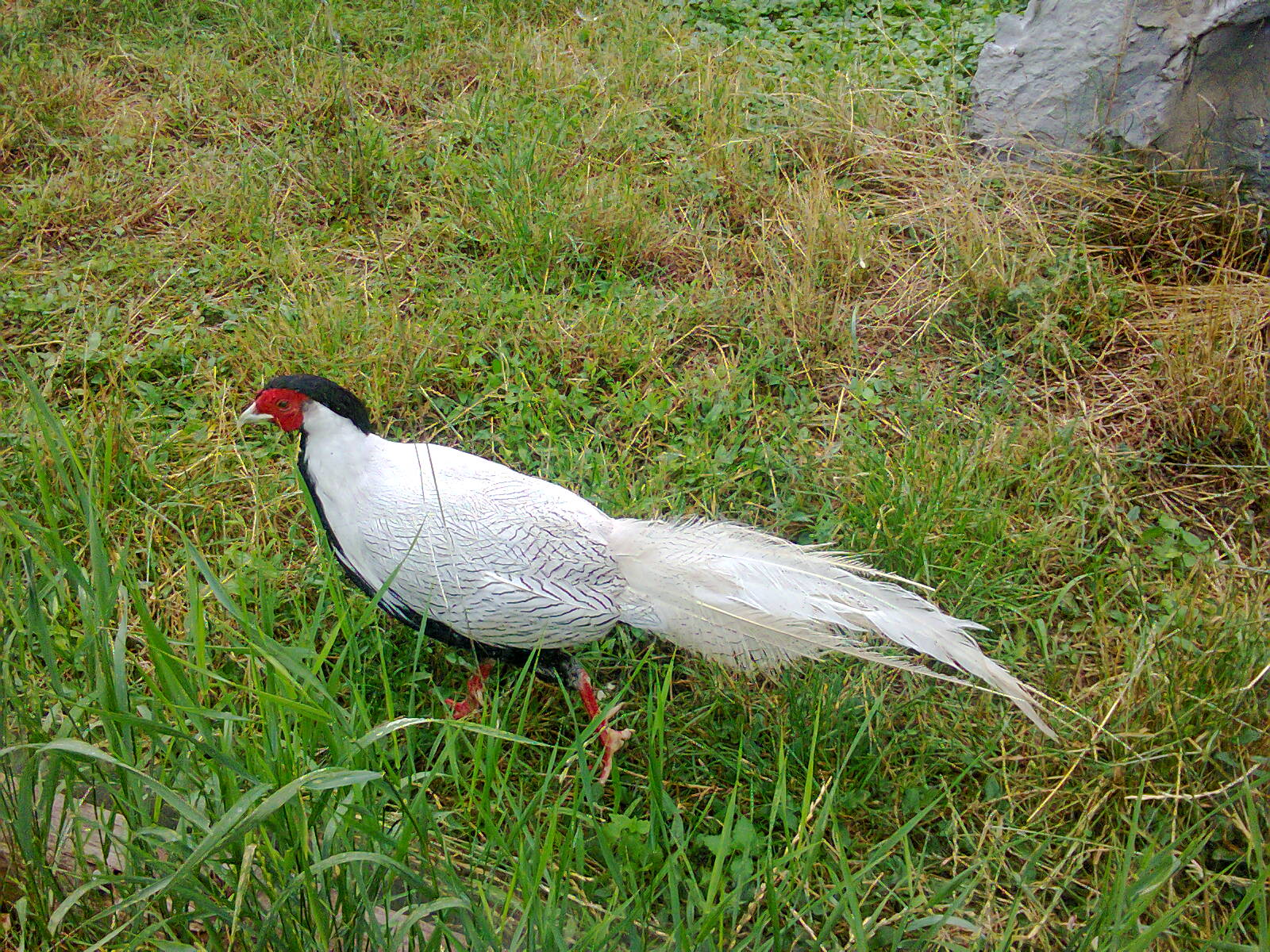
mâle
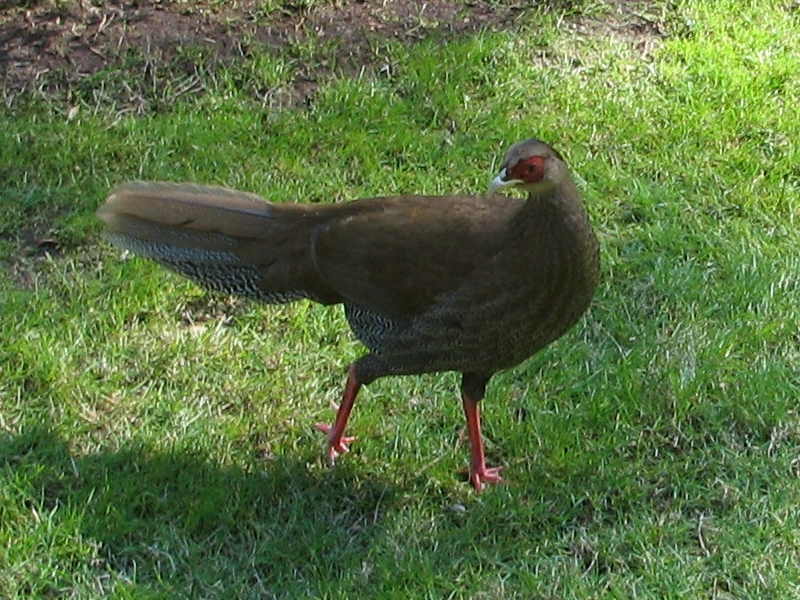
femelle

## Alimentation
Le faisan argenté est omnivore.
Son régime comporte une large gamme de végétaux: bourgeons, boutons floraux, fleurs, jeunes feuilles, pousses, herbes, bulbes, tubercules, baies, fruits et graines.
Les matières d'origine animale sont également courant (voire courantes) dans son alimentation : insectes, vers de terre, limaces, lézards et autres petits reptiles.
En hiver, sa consommation est plus nettement axée sur (voire composée de) les racines, bulbes, rhizomes et tubercules.

## Comportement non social
La recherche de nourriture a lieu tôt le matin et tard le soir. Le soir, de petits groupes regagnent les dortoirs et juchent ensemble dans les arbres, à cinq ou six mètres de haut, pour y passer la nuit.

## Comportement social
L’espèce est polygame et territoriale, chaque mâle revendiquant un territoire par l’émission de cris sonores et de battements d’ailes puissants. Les coqs se livrent à des combats acharnés pour défendre leur territoire et accaparer de deux à cinq femelles afin de constituer un harem. Le mâle s’accouple avec chaque femelle, chacune assumant seule les tâches de l’incubation et de l’élevage des jeunes.

## Nidification

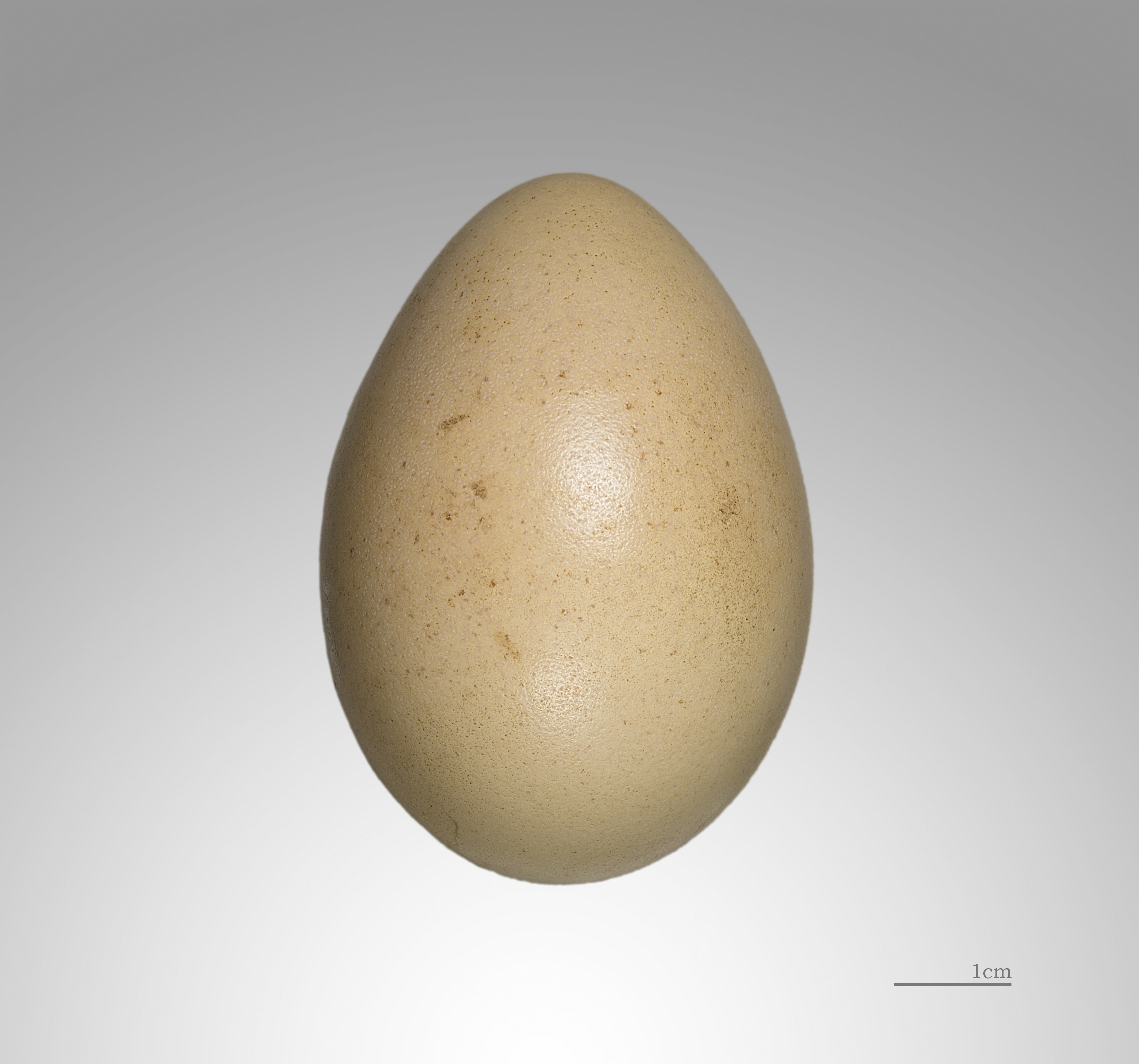
Œuf de Faisan argenté - Muséum de Toulouse

Malgré une relative abondance de l’espèce dans la nature, les données émanent surtout d’observations en captivité. Quelques observations en milieu naturel montrent que les nids sont souvent situés au pied des arbres ou dans une simple cavité du sol recouverte de feuilles. La femelle pond de 6 à 15 œufs.

## Distribution
Centre et sud de la Chine, Hainan, Birmanie, Viêt Nam, Laos, Cambodge et Thaïlande.

## Habitat
Le faisan argenté habite surtout les versants enherbés et buissonneux parsemés de pitons rocheux en lisière de forêt. Il pénètre aussi dans les clairières et les bois clairs mais évite généralement la forêt dense.
Il se trouve aussi dans les prairies, les massifs de bambous et les forêts tropicales de montagne à feuilles caduques situées entre 600 et 2000 mètres d'altitude.

## Sous-espèces
- L. n. nycthemera Linné, 1758 : sud de la Chine (Kouangsi, Kouangtong, nord Viêt Nam, à l’est du fleuve rouge).
- L. n. occidentalis Delacour, 1948 : nord-ouest du Yunnan et nord-est du Myanmar.
- L. n. rufipes (Oates, 1898) : nord-est du Myanmar (nord de l’État Chan, entre les rivières Irraouddi et Salouine).
- L. n. ripponi (Sharpe, 1902) : nord-est du Myanmar (sud de l’État Chan).
- L. n. jonesi (Oates, 1903) : centre-sud de la Chine (sud-ouest du Yunnan), centre et nord de la Thaïlande, Myanmar (sud de l’État Chan).
- L. n. omeiensis, Cheng et al. 1964 : centre de la Chine (Seutchouan).
- L. n. rongjiangensis Tan & Wu, 1981 : centre-sud de la Chine (sud-est du Guizhou, sud-est du Koueitchéou).
- L . n. baulieui Delacour, 1948 : sud-est du Yunnan, nord du Laos et du Viêt Nam.
- L. n. whiteheadi (Ogilvie-Grant, 1899) : île Hainan.
- L. n. fokiensis Delacour, 1948 : sud-est de la Chine (nord-ouest du Foukien).
- L. n. berliozi (Delacour & Jabouille, 1928) : centre du Viêt Nam (versant ouest des monts Annamitiques)
- L. n. beli (Oustalet, 1898) : centre du Viêt Nam (versant est des monts Annamitiques).
- L. n. engelbachi Delacour, 1948 : sud du Laos (plateau des Bolovens).
- L. n. annamensis (Ogilvie-Grant, 1906) : sud du Viêt Nam (sud d’Annam).
- L. n. lewisi (Delacour & Jabouille, 1928) : sud-est du Cambodge et sud-est de la Thaïlande.

Sybile Moulin, dans sa thèse (2003), a étudié la validité de ces sous-espèces par des études morphologiques, génétiques et biogéographiques. D’après les analyses morphologiques, elle distingue trois groupes : celui du nord, nycthemera et fokiensis ; celui du sud, lewisi, annamensis, engelbachi et beli ; un groupe intermédiaire constitué de rufipes, jonesi, occidentalis, ripponi et beaulieui. Elle ne se prononce pas sur omeiensis et rongjiangensis faute d’échantillons. L’analyse moléculaire ne fait ressortir que deux clades : l’un situé à l’est du fleuve rouge (nycthemera, fokiensis, berliozi et whiteheadi), l’autre situé à l’ouest (rufipes, jonesi, occidentalis, ripponi, beaulieui, lewisi, annamensis et engelbachi). Les autres formes n’ont pas été analysées faute d’échantillons utilisables. Finalement, elle ne conserve que les sous-espèces nycthemera (incluant nycthemera et fokiensis) ; rufipes (regroupant rufipes, jonesi, ripponi, beaulieui, occidentalis) ; annamensis (incluant annamensis et engelbachi) ; et whiteheadi. Elle garde également beli, rongjiangensis et omeiensis, au bénéfice du doute, faute d’échantillons suffisants.

## Statut, conservation
L’espèce est considérée comme globalement non menacée et même commune ou très commune et stable en Chine mais plusieurs sous-espèces notamment au Viêt Nam, en Thaïlande et au Cambodge sont plus ou moins menacées.